# Roman Kent
Roman Kent, właśc. Roman Kniker (ur. 18 kwietnia 1929 w Łodzi, zm. 21 maja 2021 w Nowym Jorku) – amerykański działacz społeczności żydowskiej pochodzenia polskiego, prezydent Międzynarodowego Komitetu Oświęcimskiego.

## Życiorys
Urodził się w Łodzi jako syn fabrykanta Emanuela i Soni z domu Lifszyc. Miał młodszego o cztery lata brata Leona i dwie siostry, Dorotę zwaną zdrobniale Daszą oraz Renatę zwaną Renią. Uczęszczał do szkoły żydowskiej przy ul. Magistrackiej 21 w Łodzi (był w jednej klasie między innymi z Marianem Turskim i Dawidem Sierakowiakiem). W trakcie okupacji niemieckiej trafił wraz z resztą rodziny do getta łódzkiego, gdzie zmarł jego ojciec. Następnie w 1944 został wraz z matką i rodzeństwem deportowany do obozu koncentracyjnego Auschwitz-Birkenau, gdzie zmarła jego matka. Stamtąd Roman został deportowany wraz ze swoim bratem Leonem do KL Gross-Rosen, do kompleksu AL „Riese”. Przebywał w podobozach Dörnhau (Kolce) i Märzbachtal (Marcowy Potok), które podlegały pod Wüstegiersdorf (Głuszyca). Następnie w 1945 wraz z Leonem został ewakuowany do KL Flossenbürg.
Przeżył wojnę wraz z bratem i siostrami. W 1946 wyemigrował do USA, gdzie pracował jako przedsiębiorca. Pełnił między innymi funkcję przewodniczącego Amerykańskiego Zgromadzenia Żydów Ocalałych z Holocaustu i przewodniczącego Międzynarodowego Komitetu Oświęcimskiego, a także przewodniczącego Fundacji na rzecz Sprawiedliwych wśród Narodów Świata. Był członkiem Międzynarodowej Rady Oświęcimskiej.
W ostatnim okresie życia należał do ostatnich żyjących więźniów kompleksu „Riese”.

## Twórczość
W 2015 roku Muzeum Historii Żydow Polskich Polin wydało książkę dla dzieci autorstwa Romana Kenta pt. „Mój pies Lala” opartą na przeżyciach autora. Akcja utworu rozgrywa się w łódzkim getcie i opowiada historię miłości małego Romka i jego psa.
W 2020 r. ukazała się w Polsce jego autobiografia pt. „Jedynym wyjściem była odwaga” wydana nakładem Centrum Dialogu im. Marka Edelmana w Łodzi.

## Upamiętnienie
Na podstawie książki „Mój pies Lala” oraz autobiografii Knikiera „Jedynym wyjściem była odwaga” opowiadaczka i współzałożycielka Stowarzyszenia Grupa Studnia O Beata Frankowska przygotowała opowieść dla dzieci pt. „Lala. Historia pewnego cudu”, w której przedstawia ona dzieciństwo Romana Klinkiera w przedwojennej Łodzi i pierwszy okres pobytu rodziny Klinkierów w getcie łódzkim oraz przyjaźń Romana i jego rodzeństwa z suczką Lalą. Swoją premierę historia miała na 18. Międzynarodowym Festiwalu Sztuki Opowiadania w listopadzie 2023 roku w Warszawie, gdzie na akordeonie oraz śpiewem artystce akompaniował Robert Lipka z udziałem (w dwóch pieśniach) grupy Folkovo.